# André Robberechts
Andre Robberechts (Brussel·les, Bèlgica, 16 de desembre de 1797 - París, França, 3 de maig de 1860) fou un violinista i compositor belga.
A París primer estudià amb un professor particular i després al Conservatori de la mateixa capital, perfeccionant-se més tard amb Baillot i Viotti. Va ésser solista de la música de Guillem I i el 1830 s'establí a París, on se'l considerava un dels millors concertistes i professors. Entre els seus deixebles figura el cèlebre Bériot. Deixà nombroses composicions per a violí i violí i piano, concerts, fantasies, romances amb acompanyament de piano, etc.
La seva sepultura es troba al Cementiri de Montmartre a París.